# یوری کنوروزوف
یوری والنتینوویچ کنوروزوف (روسی: Юрий Валентинович Кнорозов؛ ۱۹ نوامبر ۱۹۲۲ – ۳۰ مارس ۱۹۹۹) زبان‌شناس، کتیبه‌شناس و مردم‌شناس شوروی و روس بود. او به‌سبب نقش کلیدی‌اش در رمزگشایی خط مایا، یعنی سامانهٔ نوشتاری تمدن مایا در آمریکای میانهٔ پیشاکلمبی، شناخته می‌شود.

## سال‌های آغازین زندگی
کنوروزوف در ۱۹ نوامبر ۱۹۲۲ در خارکوف زاده شد. پدر و مادرش روشنفکرانی روس بودند که در سال ۱۹۱۱ برای کار از سن پترزبورگ به خارکوف مهاجرت کرده بودند. پدرش در روستای یوجنی (که بعداً پیودنه نام گرفت) خانه‌ای برای خانواده ساخت، اما مادرش ترجیح داد برای زایمان به خارکوف برود تا از امکانات بیمارستانی بهره ببرد. مادربزرگ پدری‌اش، زابِل (۱۸۵۸–۱۹۲۶)، بازیگر تئاتر مشهوری در ارمنستان بود....
کنوروزوف که در یوجنی بزرگ شد، از همان کودکی به گربه‌ها علاقه‌مند بود و این علاقه تا پایان عمرش ادامه داشت. او در مدرسه دانش‌آموزی سرسخت و تا حدی عجیب بود و پیشرفت متوسطی در برخی درس‌ها داشت؛ تا حدی که نزدیک بود به‌دلیل رفتار ناپسند اخراج شود. در پنج‌سالگی دچار آسیب شدید به سر شد که نزدیک بود بینایی‌اش را از دست بدهد. بااین‌حال، مشخص بود که از هوش و ذهنی کنجکاو برخوردار است؛ ویولنیست توانمندی بود، شعرهای عاشقانه می‌سرود و نقاشی‌هایی با دقت بالا می‌کشید. نمراتش در همهٔ دروس عالی بود، جز زبان و ادبیات اوکراینی.
در سال ۱۹۴۰ و در ۱۷سالگی، کنوروزوف خارکوف را به مقصد مسکو ترک کرد و در دانشگاه دولتی مسکو وارد دانشکده تاریخ و رشتهٔ تازه‌تأسیس مردم‌نگاری شد.... او ابتدا در زمینهٔ مصرشناسی تخصص گرفت....

## خدمت نظامی و «ماجرای برلین»

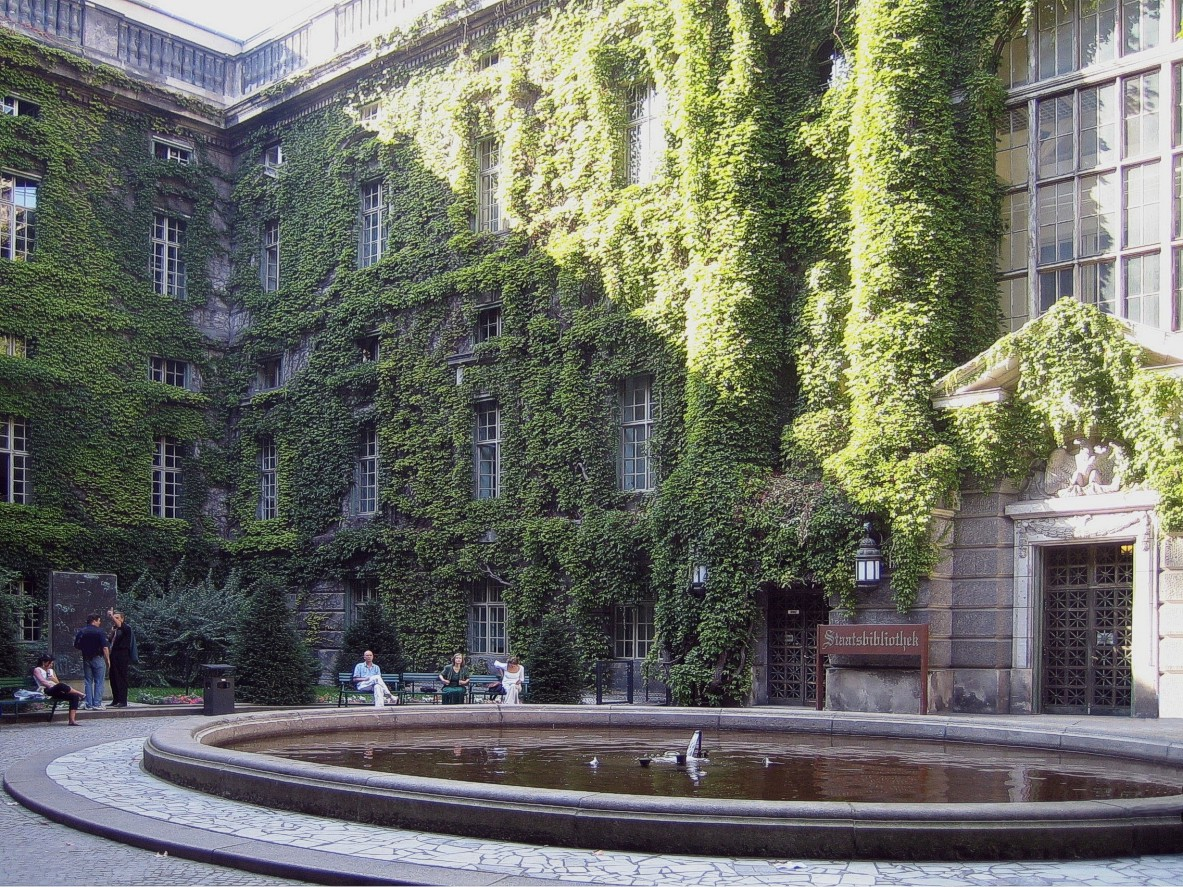
حیاط داخلی کتابخانهٔ دولتی برلین (۲۰۰۵)

برنامه‌های تحصیلی کنوروزوف خیلی زود با آغاز جنگ جهانی دوم و درگیری‌ها در جبهه شرقی در میانهٔ ۱۹۴۱ مختل شد. به‌دلیل وضعیت جسمانی ضعیف، او برای خدمت در ارتش شوروی مناسب تشخیص داده نشد؛ بااین‌حال، در سال‌های ۱۹۴۱ تا ۱۹۴۳ در مناطق اشغال‌شده از سوی آلمان زندگی کرد، جایی که ممکن بود او را مجبور به خدمت پشتیبانی در ارتش آلمان کنند. کنوروزوف توانست با جابه‌جایی مکرر از روستایی به روستای دیگر، از این خطر بگریزد و در آنجا به‌عنوان معلم مدرسه گذران زندگی کند. در سال ۱۹۴۳ از تیفوس جان سالم به‌در برد و در سپتامبر همان سال همراه خانواده به مسکو گریخت. در آنجا دوباره به مصرشناسی در دانشگاه دولتی مسکو پرداخت. در ۱۹۴۴، به‌طور ناگهانی به خدمت نظامی فراخوانده شد، اما پدرش که سرهنگ ارتش شوروی بود، برای او کاری به‌عنوان اپراتور تلفن در یک واحد توپخانه‌ای نزدیک مسکو ترتیب داد.
براساس افسانه‌ای مشهور، کنوروزوف و واحدش از پیشتازان ارتش سرخ در ورود به برلین بودند. در آنجا گفته می‌شود که او به‌طور اتفاقی کتابی پیدا کرد که بعدها جرقهٔ علاقه‌اش به رمزگشایی خط مایا را زد. این روایت بارها بازگویی شده، به‌ویژه پس از انتشار کتاب مایکل دی. کو با عنوان رمزگشایی خط مایا در سال ۱۹۹۲. بر پایهٔ این داستان، کنوروزوف در برلین وارد کتابخانهٔ ملی شد درحالی‌که آتش‌گرفته بود، و توانست نسخه‌ای نادر از کتابی را نجات دهد که شامل تصویرهایی از سه کدکس مایای شناخته‌شدهٔ آن زمان بود: درسدن، مادرید و پاریس.... گفته می‌شود او این کتاب را با خود به مسکو برد و پژوهش‌های پیشگامانه‌اش دربارهٔ خط مایا را بر پایهٔ آن آغاز کرد.
بااین‌حال، بسیاری از جزئیات زندگی کنوروزوف در دوران جنگ روشن نیست. شاگردش گالینا یرشووا نتوانست هیچ مدرکی پیدا کند که او بین ۱۹۴۳ تا ۱۹۴۵ از استان مسکو خارج شده باشد. خود کنوروزوف نیز در مصاحبه‌ای یک سال پیش از مرگش، افسانهٔ برلین را رد کرد. او به هری کتتونن، کتیبه‌شناس مایاشناس گفت:
متأسفانه سوءتفاهمی پیش آمد: من دربارهٔ پیدا کردن کتاب‌هایی در یک کتابخانهٔ برلین با همکارم مایکل کو صحبت کرده بودم، ولی او درست متوجه نشد. کتابخانه در آتش نبود. کتاب‌ها در جعبه‌هایی بسته‌بندی‌شده بودند تا به جای دیگری فرستاده شوند. آلمانی‌ها آن‌ها را آماده کرده بودند، اما چون وقت جابه‌جایی نداشتند، جعبه‌ها به مسکو برده شد. 

## ادامهٔ تحصیل
هر سامانه‌ای که توسط انسان ساخته شده باشد، می‌تواند توسط انسان رمزگشایی شود.

—یوری کنوروزوف
در پاییز ۱۹۴۵، پس از پایان جنگ جهانی دوم، کنوروزوف به دانشگاه دولتی مسکو بازگشت تا تحصیلات کارشناسی خود را در رشتهٔ مردم‌نگاری به پایان برساند. او پژوهش در مصرشناسی را از سر گرفت و همچنین به مطالعات تطبیقی در حوزه‌هایی مانند چین‌شناسی  پرداخت. او علاقه و توانایی ویژه‌ای در بررسی زبان‌ها و سامانه‌های نوشتاری باستانی، به‌ویژه خط هیروگلیف مصر باستان نشان داد و همچنین به ادبیات عربی و ژاپنی قرون وسطی می‌پرداخت. به گفتهٔ هم‌اتاقی‌اش سویان واینشتاین، کنوروزوف تمام وقت خود را وقف مطالعه می‌کرد و همهٔ کمک‌هزینه‌اش را صرف خرید کتاب می‌کرد و با کمترین خوراک تا دریافت کمک‌هزینهٔ بعدی دوام می‌آورد....
در دوران دانشجویی در دانشگاه دولتی مسکو، کنوروزوف در مؤسسهٔ قوم‌نگاری و انسان‌شناسی نیکلای میکلخو-ماکلای (IEA) وابسته به آکادمی علوم شوروی مشغول به کار شد. یافته‌های پژوهشی بعدی او در قالب انتشارات همین مؤسسه منتشر شد.
در چارچوب برنامهٔ آموزشی قوم‌نگاری، کنوروزوف چند ماهی را در قالب هیئتی میدانی در جمهوری‌های ازبکستان و ترکمنستان شوروی (که پیش‌تر جمهوری خلق خوارزم نام داشتند و بعدها پس از فروپاشی شوروی در سال ۱۹۹۱ به کشورهای مستقل تبدیل شدند) گذراند. هدف رسمی این سفر، بررسی تأثیر توسعه‌طلبی روسیه و تحولات نوین بر جوامع کوچ‌نشین این مناطق مرزی و دوردست اتحاد شوروی بود.
در آن زمان، تمرکز مطالعاتی کنوروزوف هنوز بر خط مایا نبود. این جهت‌گیری در سال ۱۹۴۷ تغییر کرد، زمانی‌که او به پیشنهاد استادش، پایان‌نامه‌ای دربارهٔ «الفبای دیه‌گو د لاندا» نوشت؛ متنی که در آن دیه‌گو د لاندا، اسقف اسپانیایی سدهٔ شانزدهم، ادعا کرده بود الفبای اسپانیایی را به معادل‌های هیروگلیفی مایا برگردانده است. لاندا که در دوران مأموریتش در یوکاتان همهٔ کدکس‌های تمدن مایا را که یافت، نابود کرده بود، این «الفبا» را در کتابی به‌نام Relación de las Cosas de Yucatán آورد تا اعمالش را پس از بازگرداندن به اسپانیا و محاکمه، توجیه کند. نسخهٔ اصلی این اثر از میان رفته بود و تنها در دههٔ ۱۸۶۰ بود که نسخه‌ای خلاصه‌شده از آن را شارل اتین براسور دو بوربور، پژوهشگر فرانسوی، در بایگانی آکادمی سلطنتی اسپانیا یافت.
از آنجا که «الفبای» لاندا متناقض و نامشخص به نظر می‌رسید (برای برخی حروف چند نگاره آورده شده بود و برخی نشانه‌ها در کتیبه‌های بازمانده شناخته‌شده نبودند)، تلاش‌های پیشین برای استفاده از آن در رمزگشایی خط مایا بی‌نتیجه مانده بودند.

## پژوهش کلیدی

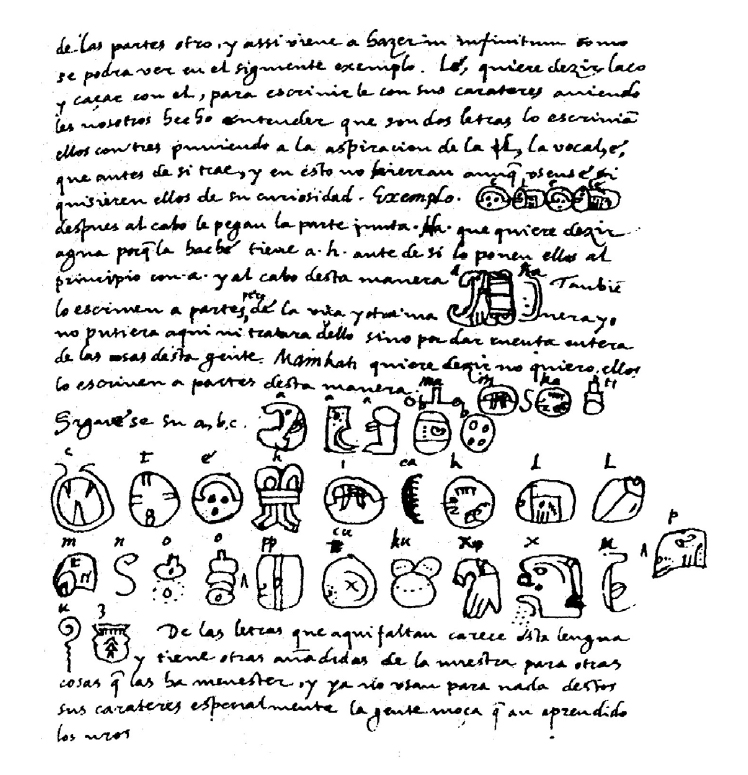
صفحه‌ای از نسخهٔ ۱۸۵۳ کتاب Relación de las Cosas de Yucatán نوشتهٔ دیه‌گو د لاندا، شامل «الفبای لاندا» که کنوروزوف برای گشایش رمز خط مایا بر آن تکیه کرد.

در سال ۱۹۵۲، کنوروزوف ۳۰ ساله مقاله‌ای منتشر کرد که بعدها به یکی از آثار بنیادین در این حوزه بدل شد: خط باستانی آمریکای مرکزی (به روسی: Древняя письменность Центральной Америки). در این مقاله، او مطرح کرد که خط‌های باستانی مانند هیروگلیف‌های مصری و خط میخی – که غالباً به‌عنوان نظام‌های لوگویی یا ایده‌نگار در نظر گرفته می‌شدند – در واقع عناصر آوایی قابل‌توجهی دارند. یعنی بسیاری از نمادها نه تنها واژه یا مفهوم، بلکه آواهایی از زبان گفتاری را نیز نمایندگی می‌کردند؛ و این سامانه‌ها ممکن است ساختاری الفبایی یا سیلاب‌نگارانه نیز داشته باشند که درک آن‌ها می‌تواند به رمزگشایی کمک کند.
اگرچه این دیدگاه تا آن زمان دربارهٔ خط‌هایی مانند هیروگلیف مصری (با رمزگشایی آغازشده توسط ژان-فرانسوا شامپولین در ۱۸۲۲ با سنگ روزتا) پذیرفته شده بود، اما باور رایج دربارهٔ خط مایا این بود که فاقد چنین ویژگی‌هایی است. اما کنوروزوف با اتکا به زبان‌شناسی تطبیقی نتیجه گرفت که خط مایا نیز از این قاعده مستثنا نیست و نظام‌های صرفاً لوگویی یا ایده‌نگار در عمل وجود ندارند.
بینش کلیدی کنوروزوف آن بود که نشانه‌های ارائه‌شده در «الفبای لاندا» را نه به‌عنوان یک الفبا، بلکه به‌عنوان سیلاب‌نگاره تفسیر کند. شاید او نخستین کسی نبود که چنین دیدگاهی را مطرح کرد، اما دلایل و شواهد او متقاعدکننده‌ترین نمونه بود. برای نمونه، زمانی‌که لاندا از یکی از آگاهان بومی خواست معادل حرف «b» اسپانیایی را بنویسد، آن فرد مایایی در واقع نگاره‌ای را نوشت که برابر با سیلاب /be/ در زبان او بود. کنوروزوف اگرچه بر پایهٔ این تحلیل رمزگشایی‌های چندانی ارائه نکرد، اما معتقد بود این رویکرد کلید فهم خط مایاست. در واقع، «الفبای لاندا» نقش سنگ روزتا را برای رمزگشایی خط مایا بازی کرد.
او همچنین اصل مهم دیگری به نام هم‌آوایی (synharmony) مطرح کرد: واژه‌ها یا سیلاب‌های CVC (هم‌خوان-واکه-هم‌خوان) در مایا، غالباً با دو سیلاب CV بازنمایی می‌شدند (مثلاً CV-CV)، که در آن، واکهٔ سیلاب دوم نادیده گرفته می‌شد، اما با نخستین واکه هماهنگ بود. تحلیل‌های بعدی نشان دادند که این اصل عمدتاً درست است.

## واکنش‌ها به پژوهش او

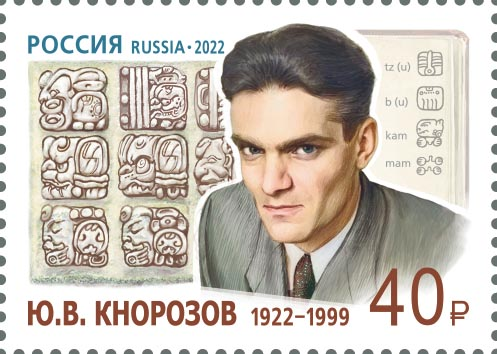
تمبر یادبود یوری کنوروزوف، روسیه، ۲۰۲۲

پس از انتشار این مقاله از پژوهشگری نسبتاً ناشناخته، کنوروزوف با انتقادهای سخت و گاه تحقیرآمیز روبه‌رو شد. جی. اریک اس. تامپسون، پژوهشگر نامدار بریتانیایی و مایاشناس برجستهٔ آن زمان، رهبری این حمله را برعهده گرفت. تامپسون به‌شدت با نظریه‌های آوایی مخالف بود و پژوهش‌هایش بر این باور استوار بودند که نگاره‌های مایا نه تاریخ، بلکه مفاهیم ایده‌نگارانه را منتقل می‌کنند. دیدگاه او تا مدتی در این حوزه غالب ماند و بسیاری از پژوهشگران از او پیروی کردند.
به‌گفتهٔ مایکل دی. کو، «در زمان حیات تامپسون، کمتر کسی در میان مایاشناسان جرئت می‌کرد در مورد نظریه‌های کنوروزوف یا حتی دیگر موضوعات، با او مخالفت کند.» به همین سبب، رمزگشایی خط مایا بسیار دیرتر از خطوطی چون مصری یا خط میخی هیتی انجام شد و تنها پس از مرگ تامپسون در ۱۹۷۵ بود که این روند شتاب گرفت.
افزون بر این، مقالهٔ کنوروزوف در اوج جنگ سرد منتشر شد و بسیاری تلاش کردند آن را مبتنی بر ایدئولوژی مارکسیستی-لنینیستی یا تبلیغات سیاسی جلوه دهند. در مقدمهٔ مقاله‌اش، سردبیر نشریه عباراتی تبلیغاتی دربارهٔ برتری مدل علمی دولتی شوروی گنجاند. بااین‌حال، برخلاف ادعای برخی منتقدان، کنوروزوف خود هیچ‌گاه در نوشته‌هایش از چنین لحن یا تبلیغاتی استفاده نکرد.

## پیشرفت در رمزگشایی
کنوروزوف در ۱۹۶۳ با نگارش مونوگرافی خط مردمان مایا و سپس در ۱۹۷۵ با انتشار نسخه‌های خطی هیروگلیفی مایا، روش‌های خود را گسترش داد و ترجمه‌هایی از متون مایا ارائه کرد.
در دههٔ ۱۹۶۰، پژوهشگران دیگری به توسعهٔ نظریه‌های کنوروزوف پرداختند. کار میدانی آن‌ها و بررسی کتیبه‌های بازمانده نشان داد که نگاره‌های مایا فقط شامل اطلاعات تقویمی یا نجومی نبودند، بلکه رویدادهای تاریخی را نیز ثبت می‌کردند. تاتیانا پروسکوریاف، پژوهشگر روس‌تبار مقیم آمریکا، در این زمینه پیشگام بود و حتی توانست تامپسون و دیگر شکاکان را قانع کند.
دیگر حامیان زودهنگام رویکرد آوایی شامل مایکل دی. کو و دیوید کلی بودند. اگرچه در ابتدا در اقلیت بودند، اما با گذشت زمان و افزایش شواهد، نظریه‌شان مقبولیت بیشتری یافت.
در دهه‌های بعدی، پروسکوریاف و دیگران با استفاده از یافته‌های کنوروزوف و روش‌های جدید، رمزگشایی‌های بیشتری انجام دادند. یک دستاورد مهم در کنفرانس نخست «میزگرد پالِنکه» در سال ۱۹۷۳ حاصل شد، زمانی‌که با استفاده از روش سیلابی موفق شدند فهرستی از حاکمان پیشین این شهر مایایی را بخوانند.
در دهه‌های بعدی، رمزگشایی بسیاری از کتیبه‌ها ممکن شد. بیشتر دستاوردهای زبان‌شناسی مایایی به دستاوردهای نخستین کنوروزوف بازمی‌گردد. به‌گفتهٔ پروفسور کو، «یوری کنوروزوف، کسی که هیچ‌گاه تا دههٔ ۱۹۸۰ نه ویرانه‌ای از تمدن مایا را دیده بود و نه حتی کتیبه‌ای واقعی را لمس کرده بود، با وجود تمام موانع، رمزگشایی خط هیروگلیفی مایا را ممکن کرد.»

## سال‌های پایانی زندگی

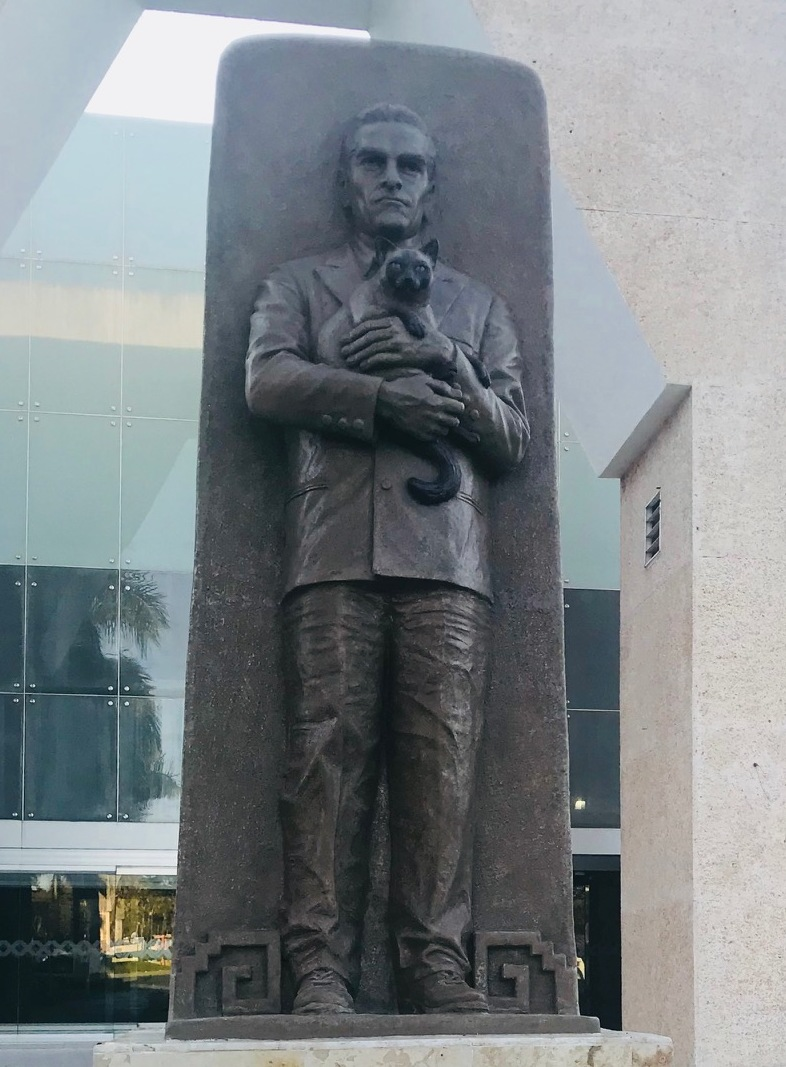
یادبود یوری کنوروزوف و گربه‌اش آسیا در مریدا، یوکاتان

کنوروزوف در سال ۱۹۵۶ در کنگرهٔ بین‌المللی آمریکاشناسان در کپنهاگ پژوهش خود را ارائه کرد، اما در سال‌های بعدی اجازهٔ سفر به خارج نداشت. در سال ۱۹۹۰، پس از احیای روابط دیپلماتیک گواتمالا و شوروی، به دعوت رئیس‌جمهور وینیسیو سرسو به گواتمالا رفت. در آنجا نشان سفیدبال (Order of the Quetzal) به او اعطا شد و او از چندین محوطهٔ باستانی مایا – از جمله تیکال – بازدید کرد.
دولت مکزیک نیز در ۳۰ نوامبر ۱۹۹۴ نشان عقاب آزتک را که عالی‌ترین نشان اعطاشده به بیگانگان است، به او در سفارت مکزیک در مسکو اهدا کرد. هنگام دریافت این نشان، او به اسپانیایی گفت: «قلب من همیشه مکزیکی است.»
کنوروزوف همچنین در زمینه‌هایی مانند باستان‌شناسی، نشانه‌شناسی، مهاجرت انسان به قارهٔ آمریکا و تحول ذهن انسان فعالیت‌هایی داشت، اما بیش از همه به‌خاطر خدماتش به مطالعات مایایی شناخته می‌شود.
در واپسین سال‌های زندگی، کنوروزوف مکانی در ایالات متحده را به‌عنوان مکان احتمالی چیکوموستوک (سرزمین اسطوره‌ای‌الاصل اقوام مکزیکی) معرفی کرد؛ سرزمینی که بنابر اسناد و روایت‌های کهن، بومیان مکزیک از آنجا آمده‌اند، هرچند بسیاری پژوهشگران آن را افسانه می‌دانند.
او در ۳۰ مارس ۱۹۹۹ در سن پترزبورگ درگذشت. از او دختری به نام اكاترینا و نوه‌ای به نام آنا بازماند.
در سال ۲۰۱۸، تندیسی از کنوروزوف در مریدا، یوکاتان ساخته شد که در آن گربه‌اش «آسیا» نیز دیده می‌شود.

## فهرست آثار
در ادامه، فهرستی ناقص از مقالات، گزارش‌های کنفرانس و دیگر آثار کنوروزوف آورده شده‌است که بر پایهٔ موضوع و نوع دسته‌بندی شده‌اند. برخی از این آثار نسخه‌های بازنشرشده یا ترجمه‌شدهٔ مقالات قبلی‌اند.
کنوروزوف گربه‌اش آسیا را به‌عنوان هم‌نویسندهٔ آثارش معرفی می‌کرد، ولی سردبیران همواره نام او را حذف می‌کردند. او همیشه عکسی با آسیا را به‌عنوان عکس رسمی خود استفاده می‌کرد و هنگامی‌که سردبیران آسیا را از تصویر حذف می‌کردند، ناراحت می‌شد. چهرهٔ آسیا نیز در تندیس یادبود او در مریدا حضور دارد.

### آثار مربوط به مایا

#### مقالات کنفرانسی
۱۹۵۵ – «خلاصه‌ای کوتاه از پژوهش‌های مربوط به خط هیروگلیفی مایای باستان در اتحاد شوروی»، در: گزارش‌های هیئت‌های شوروی در دهمین کنگرهٔ بین‌المللی علوم تاریخی در رم، آکادمی علوم اتحاد شوروی، مسکو.
۱۹۵۶ – «خلاصه‌ای از مطالعهٔ خط باستانی مایا در اتحاد شوروی»، در: مجموعه‌مقالات کنگرهٔ بین‌المللی علوم تاریخی (رم، ۱۹۵۵)، رم، صص ۳۶۴–۳۴۳.
۱۹۵۸ – «داده‌های تازه دربارهٔ زبان نوشتاری مایا»، در: مجموعه‌مقالات سی‌ودومین کنگرهٔ بین‌المللی آمریکاشناسان (کپنهاگ، ۱۹۵۶)، صص ۴۷۵–۴۶۷.
۱۹۵۹ – «زبان متون هیروگلیفی مایا»، در: مجموعه‌مقالات سی‌وسومین کنگرهٔ بین‌المللی آمریکاشناسان (سن خوزه، ۱۹۵۸)، صص ۵۷۹–۵۷۳.
۱۹۷۰ – «پانتئون خدایان مایای باستان»، در: مجموعه‌مقالات هفتمین کنگرهٔ بین‌المللی علوم مردم‌شناسی و قوم‌نگاری (مسکو، ۱۹۶۴)، صص ۲۳۲–۱۲۶.

#### مقالات ژورنالی
۱۹۵۲ – «خط باستانی آمریکای مرکزی»، قوم‌نگاری شوروی، شمارهٔ ۲، جلد ۳، صص ۱۱۸–۱۰۰.
۱۹۵۵ – «زبان نوشتاری مایای باستان (تلاش برای رمزگشایی)»، قوم‌نگاری شوروی، شمارهٔ ۱، صص ۱۲۵–۹۴.
۱۹۵۶ – «داده‌های تازه دربارهٔ زبان نوشتاری مایا»، مجلهٔ انجمن آمریکاشناسان پاریس، جلد ۴۵، صص ۲۱۷–۲۰۹.
۱۹۵۸ – «مطالعهٔ هیروگلیف‌های مایا در اتحاد شوروی»، نشریهٔ شهرداری هنر و ادبیات خانا، جلد ۲، شمارهٔ ۱۸–۱۷، صص ۱۸۹–۱۸۳.
۱۹۵۸ – «مسئلهٔ مطالعهٔ خط هیروگلیفی مایا»، Antiquity آمریکایی، جلد ۲۳، شمارهٔ ۳، صص ۲۹۱–۲۸۴.
۱۹۶۲ – «مسئلهٔ رمزگشایی خط مایا»، دیوجن، جلد ۱۰، شمارهٔ ۴۰، صص ۱۲۸–۱۲۲.
۱۹۶۳ – «رمزگشایی ماشینی خط مایا»، مردم‌شناسی و باستان‌شناسی شوروی، جلد ۱، شمارهٔ ۳، صص ۵۰–۴۳.
۱۹۶۳ – «کاربرد ریاضیات در مطالعات زبان‌شناسی»، مطالعات فرهنگ مایا، جلد ۳، صص ۱۸۵–۱۶۹.
۱۹۶۵ – «اصول رمزگشایی نوشته‌های مایا»، مطالعات فرهنگ مایا، جلد ۵، صص ۱۸۸–۱۵۳.
۱۹۶۸ – «پژوهش‌های صوری دربارهٔ متون هیروگلیفی مایا»، مطالعات فرهنگ مایا، جلد ۷، صص ۱۸۸–۱۵۳.
۱۹۷۳ – «یادداشت‌هایی دربارهٔ تقویم مایا: سال ۳۶۵ روزه»، قوم‌نگاری شوروی، شمارهٔ ۱، صص ۸۰–۷۰.
۱۹۷۴ – «یادداشت‌هایی دربارهٔ تقویم مایا؛ بنای یادبود E در تِرِس زاپوتس»، آمریکای لاتین: مطالعات دانشمندان شوروی، جلد ۳، صص ۱۴۰–۱۲۵.
۱۹۸۶ – «دربارهٔ روابط پیشاکلمبی میان آمریکا و دنیای قدیم»، آمریکای لاتین: مطالعات دانشمندان شوروی، جلد ۱، صص ۹۸–۸۴.

#### کتاب‌ها
۱۹۵۴ – نوشتار باستانی مردمان آمریکای مرکزی، مکزیکوسیتی: انتشارات فرهنگ عامه.
۱۹۵۵ – سامانهٔ نوشتاری مایای باستان، مسکو: مؤسسهٔ قوم‌نگاری، آکادمی علوم شوروی.
۱۹۵۶ – «گزارش دربارهٔ امور یوکاتان» نوشتهٔ دیه‌گو د لاندا به‌عنوان منبعی تاریخی و قوم‌نگارانه (پایان‌نامهٔ دکتری)، مسکو: آکادمی علوم شوروی.
۱۹۶۳ – خط مایایان، مسکو-لنینگراد: مؤسسهٔ قوم‌نگاری، آکادمی علوم شوروی.
۱۹۶۷ – فصل‌هایی برگزیده از «خط مردمان مایا»، سری ترجمهٔ روسی، جلد ۴، موزه پی‌بادی باستان‌شناسی و قوم‌نگاری، ویراستهٔ تاتیانا پروسکوریاف، ترجمهٔ سوفی کو.
۱۹۷۵ – نسخه‌های خطی هیروگلیفی مایا، لنینگراد: مؤسسهٔ قوم‌نگاری، آکادمی علوم شوروی.
۱۹۸۲ – کدکس‌های هیروگلیفی مایا، ترجمهٔ سوفی کو، آلبانی: مؤسسهٔ مطالعات مزوامریکایی.
آثار دیگر
۱۹۵۷ – «گزارش مقدماتی دربارهٔ مطالعهٔ زبان نوشتاری جزیره ایستر»، نشریهٔ انجمن پلی‌نزیایی، جلد ۶۶، شمارهٔ ۱، صص ۱۷–۵ (با همکاری ن. آ. بوتینوف) – دربارهٔ خط رونگورونگو.
۱۹۶۵ – گزارش مقدماتی دربارهٔ مطالعهٔ متون پیشاهندی، مسکو: مؤسسهٔ قوم‌نگاری، آکادمی علوم شوروی – نتایج گروه پژوهشی تحت هدایت کنوروزوف دربارهٔ خط تمدن دره سند با استفاده از رایانه.
۱۹۸۱ – «کتیبه‌های پیشاهندی (دربارهٔ مسئلهٔ رمزگشایی)»، قوم‌نگاری شوروی، جلد ۵، شمارهٔ ۲، صص ۷۱–۴۷ – دربارهٔ خط تمدن دره سند.